# Peribea
Peribea (in greco antico: Περίβοια?, Períboia), o Merope è un personaggio della mitologia greca. Fu regina di Corinto.

## Genealogia
Sposò Polibo e adottò Edipo.
Non sono noti nomi di genitori, parentele o altra progenie.

## Mitologia
Afflitta dalla sterilità, scorse sulla spiaggia il piccolo Edipo che fu in precedenza abbandonato dal padre Laio in mare e lo tenne con sé.
Un'altra versione ugualmente nota vuole Edipo ritrovato da un pastore di Corinto sulle pendici del monte Citerone, abbandonato sempre dal padre Laio. Poiché i suoi sovrani non avevano figli, il pastore lo affidò loro. 
Peribea e Polibo lo crebbero come se fosse un loro figlio. Soltanto alla sua morte, Peribea lasciò una lettera al figlio rivelandogli la verità.
Pseudo-Apollodoro aggiunge che il nome dato al bambino, Edipo "piedi gonfi" fosse dovuto al fatto di averlo trovato coi piedi tragitti da uno spillone, o deturpati da stretti legacci.